# Vremja želanij
Vremja želanij (Время желаний) è un film del 1984 diretto da Julij Jakovlevič Rajzman.

## Trama
Il film racconta di una donna che crede di poter ottenere ciò che vuole, ma non si accorge che la realizzazione dei suoi desideri non rende felice la sua amata.